# Iqbal Mohamed

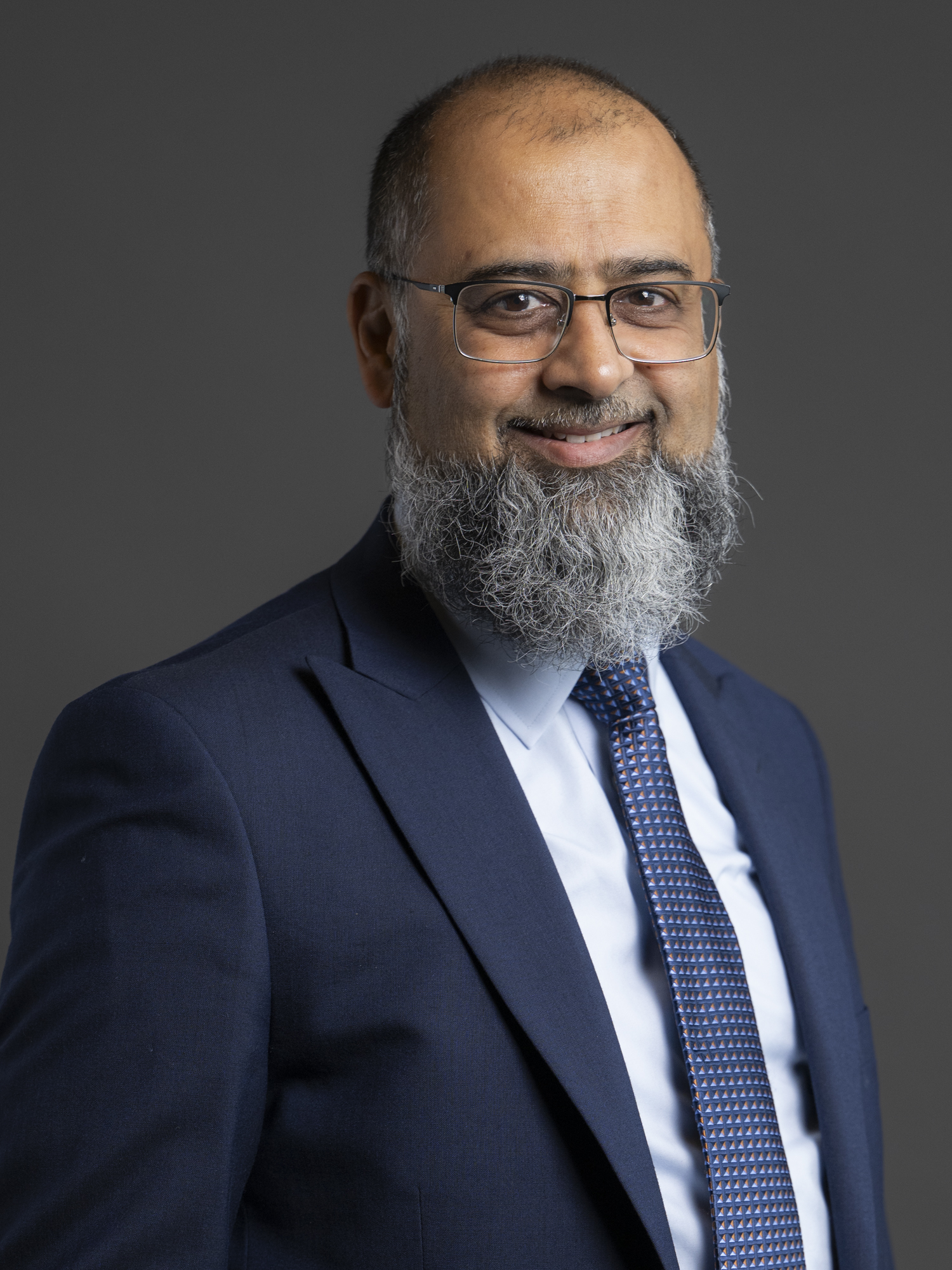
Iqbal Mohamed (2024)

Iqbal Hussain Mohamed ist ein britischer Ingenieur und unabhängiger Politiker der seit den Wahlen von 2024 den Wahlkreis von Dewsbury and Batley im Britischen Unterhaus vertritt. Zuvor war er Mitglied der Labour Party, aus welcher er aber in Hinblick auf ihre Unterstützung Israels gegen die Palästinenser austrat.

## Frühes Leben und Ausbildung
Iqbals Mohamed ist in Dewsbury geboren und aufgewachsen. An der Durham University hat er ein Studium in Angewandter Physik und Elektronik abgeschlossen. Seine Familie stammt aus Gujarat, und ist in den 1960er Jahren aus Indien nach Großbritannien ausgewandert. Nach seinem Studium war er beim National Health Service als IT-Berater angestellt.

## Politische Laufbahn
Iqbal Mohamed war ein Mitglied der Labour Party, doch trat er aus der  Partei aus, nachdem Premierminister Keir Starmer Israels Kriegsführung gegen die Palästinenser in Gaza rechtfertigte. Im Juni 2024 wurde er dann in einem Selektionsverfahren zu einem unabhängigen Kandidaten für die Parlamentswahlen in Großbritannien erkoren. Er trat gegen Heather Iqbal von der Labour Party an und gewann mit einem Vorsprung beinahe 7000 Stimmen. Im September 2024 wurde er ein Gründungsmitglied der Independent Alliance, einer Parlamentarischen Fraktion angeführt von Jeremy Corbyn, dem früheren Generalsekretär der Labour Party. Die Independent Alliance wurde nicht aufgrund der Politischen Verbundenheit ihrer Mitglieder gegründet, sondern damit ihre Mitglieder mehr Zeit erhielten, im Parlament für ihre Anliegen einzustehen. Als er zum ersten Mal im Parlament sprach, verurteilte er die Politiker, die Russland für ihre Kriegsführung in der Ukraine verurteilen, gleichzeitig aber Israels Verbrechen gegen die Palästinenser verteidigen würden.